# Heriberto Murrieta
Heriberto Javier Murrieta (Ciudad de México, México, 20 de septiembre de 1965) es un periodista de televisión, radio y prensa especializado en fútbol y temas taurinos mexicano. 

## Estilo
Heriberto Murrieta posee una de las voces más características y reconocidas de la radio mexicana, pues ha participado en este medio, tanto como conductor, actor de radionovelas, presentador y narrador. Su punto de vista siempre se hace presente entre los análisis deportivos más importantes, que se suscitan a nivel nacional en radio, televisión o por escrito. Poseedor de un léxico clásico y amplio. Se caracteriza por el rigor en la información y el respeto en un deporte pasional como es el fútbol. Es, posiblemente, el cronista taurino mexicano más importante en la historia.

## Biografía
Fue actor infantil de teatro durante dos años (1970-1972) participando en poco más de 50 obras. De 1978 a 1982, trabajó como locutor infantil en radio Educación. Cursó sus estudios en Comunicaciones, en la Universidad Intercontinental. 
En agosto de 1984 comenzó a trabajar como reportero en la empresa Televisa, en programas como 6:00 en Punto, Hoy Mismo (con Lourdes Guerrero, Guillermo Ochoa, Rafael Loret de Mola y María Victoria Llamas), Notivisa, y apariciones especiales en 24 horas del sábado. Su debut como cronista taurino se dio en noviembre de 1984 en XEW Radio, y a partir de 1985 se convirtió en el narrador de todas las temporadas de la Plaza México. De 1986 a 1994 alcanzó gran repercusión como el presentador principal de la sección deportiva en el Noticiario 24 Horas De Noche, conducido por Jacobo Zabludovsky, quien le puso el apodo de el joven Murrieta. Su sección era uno de los elementos principales en este programa, y contaba con una sección especial semanal enfocada a los toros, su gran afición. En esta época intervino además en los programas de televisión Acción y La Jugada y la versión mexicana de SportCenter para ESPN y cubrió la temporada taurina en España, pasando por todas las plazas desde Pamplona y Madrid.
A lo largo de su carrera Heriberto ha cubierto varios de los más importantes eventos deportivos del Mundo, como la Copa Mundial de La FIFA, en  México 86’, Italia 90’, EUA 94’, Francia 98’, Corea-Japón 2002', Alemania 2006, Sudáfrica 2010 o Brasil 2014. También varias olimpiadas a partir de Seúl 88’, Barcelona 92’, Atlanta 96’ hasta Beijing 2008 y Londres 2012. Además, ha realizado entrevistas a los protagonistas del fútbol como Pelé, Maradona, Cuauhtémoc Blanco o Rafael Márquez.
Durante un tiempo abandonó la cobertura de deportes para adentrarse en la cultura. En este caso, señalar su participación en la revista cultural Memoria de las Revoluciones en México y en la revista Clío, donde ha realizado entrevistas a artistas como Chabelo, Pedro Vargas o José José.
Ha compaginado su carrera periodística en la televisión y en la radio. De 1996 a 2001, Murrieta fue el anfitrión de programa Radio Deportes y Toros en México (XEX-AM), y en 1998 director de la sección Deportes de Radio Fórmula, y presentador de ESPN Radio Fórmula. siendo referente en el medio radiofónico mexicano. Además, fue director del Canal Toro (Sky) de enero a noviembre de 1997. 
En cuanto a su faceta como periodista en prensa escrita, señalar, entre otros, su corresponsalía con el diario español ABC y crónica taurina en el periódico Ovaciones y deportiva en el diario Record. Fue fundador y director de las revistas Contrabarrera, la mensual Contraataque y Magazine Contragolpe Deportivo.

## Entrevistas destacadas

### María Félix
En noviembre de 1991 participó en la popular entrevista que la diva María Félix concedió a Verónica Castro en el programa La Tocada. Jacobo Zabludovsky le informó de que la actriz solo aceptaría preguntas sobre temas taurinos si éstas eran formuladas por Murrieta. Desde entonces mantuvieron una grata amistad.

### Maradona
El 12 de diciembre de 1994, con motivo de la celebración del mundial de fútbol rápido en Pachuca, tuvo la oportunidad de entrevistar para 24 horas a Maradona. Durante la entrevista hablaron sobre el tango, afición del astro argentino.

## Publicaciones
- La Corrida. Cuadernillo taurino didáctico (2010)
- Azulgrana. Historia actualizada del equipo Atlante (2006)
- Personajes de la cultura popular (2004)
- Silverio (en honor a Silverio Pérez)
- El Toreo-Verdad (1994)[5]
- Instantes (2009)[6]
- Instantes 2 (2010)[7]
- Vertientes del toreo mexicano (2009)
- El vuelo histórico. Pajarito (2009)[8]
- Diez años de columnas taurinas 2004-2014 (2014)
- Tauromaquia mexicana. Imagen y Pensamiento (1994)